# Lista planetelor minore/155501–155600
Aceasta este Lista planetelor minore/155501–155600; pentru a naviga prin lista completă vezi Lista planetelor minore.
Pentru ale detalii vezi și Proiect:Astronomie sau Portal:Astronomie.
| Nume     | Denumire provizorie | Data descoperirii  | Locul descoperirii   | Descoperitor(i) |
| -------- | ------------------- | ------------------ | -------------------- | --------------- |
| 155501 - | 1999 JX96           | 12 mai 1999        | Socorro              | LINEAR          |
| 155502 - | 1999 JP97           | 12 mai 1999        | Socorro              | LINEAR          |
| 155503 - | 1999 LP5            | 11 iunie 1999      | Socorro              | LINEAR          |
| 155504 - | 1999 LC7            | 9 iunie 1999       | Kitt Peak            | Spacewatch      |
| 155505 - | 1999 NR32           | 14 iulie 1999      | Socorro              | LINEAR          |
| 155506 - | 1999 NM40           | 14 iulie 1999      | Socorro              | LINEAR          |
| 155507 - | 1999 RE5            | 3 septembrie 1999  | Kitt Peak            | Spacewatch      |
| 155508 - | 1999 RF22           | 7 septembrie 1999  | Socorro              | LINEAR          |
| 155509 - | 1999 RP73           | 7 septembrie 1999  | Socorro              | LINEAR          |
| 155510 - | 1999 RR73           | 7 septembrie 1999  | Socorro              | LINEAR          |
| 155511 - | 1999 RU143          | 9 septembrie 1999  | Socorro              | LINEAR          |
| 155512 - | 1999 RH162          | 9 septembrie 1999  | Socorro              | LINEAR          |
| 155513 - | 1999 RB172          | 9 septembrie 1999  | Socorro              | LINEAR          |
| 155514 - | 1999 RT172          | 9 septembrie 1999  | Socorro              | LINEAR          |
| 155515 - | 1999 RZ190          | 10 septembrie 1999 | Socorro              | LINEAR          |
| 155516 - | 1999 RG204          | 8 septembrie 1999  | Socorro              | LINEAR          |
| 155517 - | 1999 RH213          | 12 septembrie 1999 | Bergisch Gladbach⁠(d) | W. Bickel⁠(d)    |
| 155518 - | 1999 RS217          | 3 septembrie 1999  | Kitt Peak            | Spacewatch      |
| 155519 - | 1999 RS251          | 8 septembrie 1999  | Kitt Peak            | Spacewatch      |
| 155520 - | 1999 TH10           | 8 octombrie 1999   | Prescott⁠(d)          | P. G. Comba⁠(d)  |
| 155521 - | 1999 TM26           | 3 octombrie 1999   | Socorro              | LINEAR          |
| 155522 - | 1999 TF28           | 3 octombrie 1999   | Socorro              | LINEAR          |
| 155523 - | 1999 TJ36           | 11 octombrie 1999  | Anderson Mesa        | LONEOS          |
| 155524 - | 1999 TL57           | 6 octombrie 1999   | Kitt Peak            | Spacewatch      |
| 155525 - | 1999 TR61           | 7 octombrie 1999   | Kitt Peak            | Spacewatch      |
| 155526 - | 1999 TV64           | 8 octombrie 1999   | Kitt Peak            | Spacewatch      |
| 155527 - | 1999 TU72           | 9 octombrie 1999   | Kitt Peak            | Spacewatch      |
| 155528 - | 1999 TX85           | 14 octombrie 1999  | Kitt Peak            | Spacewatch      |
| 155529 - | 1999 TZ119          | 4 octombrie 1999   | Socorro              | LINEAR          |
| 155530 - | 1999 TS121          | 15 octombrie 1999  | Socorro              | LINEAR          |
| 155531 - | 1999 TB129          | 6 octombrie 1999   | Socorro              | LINEAR          |
| 155532 - | 1999 TR133          | 6 octombrie 1999   | Socorro              | LINEAR          |
| 155533 - | 1999 TU135          | 6 octombrie 1999   | Socorro              | LINEAR          |
| 155534 - | 1999 TY145          | 7 octombrie 1999   | Socorro              | LINEAR          |
| 155535 - | 1999 TR177          | 10 octombrie 1999  | Socorro              | LINEAR          |
| 155536 - | 1999 TO196          | 12 octombrie 1999  | Socorro              | LINEAR          |
| 155537 - | 1999 TL204          | 13 octombrie 1999  | Socorro              | LINEAR          |
| 155538 - | 1999 TC207          | 14 octombrie 1999  | Socorro              | LINEAR          |
| 155539 - | 1999 TU221          | 1 octombrie 1999   | Catalina             | CSS             |
| 155540 - | 1999 TN224          | 1 octombrie 1999   | Catalina             | CSS             |
| 155541 - | 1999 TJ250          | 9 octombrie 1999   | Catalina             | CSS             |
| 155542 - | 1999 TE260          | 10 octombrie 1999  | Kitt Peak            | Spacewatch      |
| 155543 - | 1999 TC264          | 15 octombrie 1999  | Kitt Peak            | Spacewatch      |
| 155544 - | 1999 TX284          | 9 octombrie 1999   | Socorro              | LINEAR          |
| 155545 - | 1999 TH306          | 6 octombrie 1999   | Socorro              | LINEAR          |
| 155546 - | 1999 TP310          | 4 octombrie 1999   | Kitt Peak            | Spacewatch      |
| 155547 - | 1999 UZ14           | 29 octombrie 1999  | Catalina             | CSS             |
| 155548 - | 1999 UU21           | 31 octombrie 1999  | Kitt Peak            | Spacewatch      |
| 155549 - | 1999 UC29           | 31 octombrie 1999  | Kitt Peak            | Spacewatch      |
| 155550 - | 1999 UK31           | 31 octombrie 1999  | Kitt Peak            | Spacewatch      |
| 155551 - | 1999 UL47           | 29 octombrie 1999  | Catalina             | CSS             |
| 155552 - | 1999 UA48           | 30 octombrie 1999  | Catalina             | CSS             |
| 155553 - | 1999 UY56           | 29 octombrie 1999  | Kitt Peak            | Spacewatch      |
| 155554 - | 1999 VW57           | 4 noiembrie 1999   | Socorro              | LINEAR          |
| 155555 - | 1999 VM59           | 4 noiembrie 1999   | Socorro              | LINEAR          |
| 155556 - | 1999 VP80           | 4 noiembrie 1999   | Socorro              | LINEAR          |
| 155557 - | 1999 VW96           | 9 noiembrie 1999   | Socorro              | LINEAR          |
| 155558 - | 1999 VO127          | 9 noiembrie 1999   | Kitt Peak            | Spacewatch      |
| 155559 - | 1999 VB147          | 12 noiembrie 1999  | Socorro              | LINEAR          |
| 155560 - | 1999 VD159          | 14 noiembrie 1999  | Socorro              | LINEAR          |
| 155561 - | 1999 VL161          | 14 noiembrie 1999  | Socorro              | LINEAR          |
| 155562 - | 1999 VD183          | 9 noiembrie 1999   | Socorro              | LINEAR          |
| 155563 - | 1999 VR197          | 3 noiembrie 1999   | Catalina             | CSS             |
| 155564 - | 1999 VD204          | 5 noiembrie 1999   | Socorro              | LINEAR          |
| 155565 - | 1999 VX209          | 12 noiembrie 1999  | Socorro              | LINEAR          |
| 155566 - | 1999 VY209          | 12 noiembrie 1999  | Socorro              | LINEAR          |
| 155567 - | 1999 WX15           | 29 noiembrie 1999  | Kitt Peak            | Spacewatch      |
| 155568 - | 1999 WN17           | 30 noiembrie 1999  | Kitt Peak            | Spacewatch      |
| 155569 - | 1999 WU17           | 30 noiembrie 1999  | Kitt Peak            | Spacewatch      |
| 155570 - | 1999 WE24           | 28 noiembrie 1999  | Kitt Peak            | Spacewatch      |
| 155571 - | 1999 XC29           | 6 decembrie 1999   | Socorro              | LINEAR          |
| 155572 - | 1999 XX47           | 7 decembrie 1999   | Socorro              | LINEAR          |
| 155573 - | 1999 XG66           | 7 decembrie 1999   | Socorro              | LINEAR          |
| 155574 - | 1999 XX73           | 7 decembrie 1999   | Socorro              | LINEAR          |
| 155575 - | 1999 XL78           | 7 decembrie 1999   | Socorro              | LINEAR          |
| 155576 - | 1999 XY128          | 12 decembrie 1999  | Socorro              | LINEAR          |
| 155577 - | 1999 XT135          | 8 decembrie 1999   | Socorro              | LINEAR          |
| 155578 - | 1999 XE145          | 7 decembrie 1999   | Kitt Peak            | Spacewatch      |
| 155579 - | 1999 XG219          | 15 decembrie 1999  | Kitt Peak            | Spacewatch      |
| 155580 - | 1999 XE232          | 4 decembrie 1999   | Catalina             | CSS             |
| 155581 - | 1999 YN2            | 16 decembrie 1999  | Kitt Peak            | Spacewatch      |
| 155582 - | 1999 YN15           | 31 decembrie 1999  | Kitt Peak            | Spacewatch      |
| 155583 - | 2000 AY148          | 7 ianuarie 2000    | Socorro              | LINEAR          |
| 155584 - | 2000 AF157          | 3 ianuarie 2000    | Socorro              | LINEAR          |
| 155585 - | 2000 AJ166          | 8 ianuarie 2000    | Socorro              | LINEAR          |
| 155586 - | 2000 AU182          | 7 ianuarie 2000    | Socorro              | LINEAR          |
| 155587 - | 2000 AN205          | 15 ianuarie 2000   | Prescott⁠(d)          | P. G. Comba⁠(d)  |
| 155588 - | 2000 AQ209          | 5 ianuarie 2000    | Kitt Peak            | Spacewatch      |
| 155589 - | 2000 AJ249          | 3 ianuarie 2000    | Kitt Peak            | Spacewatch      |
| 155590 - | 2000 BZ9            | 26 ianuarie 2000   | Kitt Peak            | Spacewatch      |
| 155591 - | 2000 BK34           | 30 ianuarie 2000   | Catalina             | CSS             |
| 155592 - | 2000 CK             | 2 februarie 2000   | Prescott⁠(d)          | P. G. Comba⁠(d)  |
| 155593 - | 2000 CK15           | 2 februarie 2000   | Socorro              | LINEAR          |
| 155594 - | 2000 CP22           | 2 februarie 2000   | Socorro              | LINEAR          |
| 155595 - | 2000 CL31           | 2 februarie 2000   | Socorro              | LINEAR          |
| 155596 - | 2000 CB42           | 2 februarie 2000   | Socorro              | LINEAR          |
| 155597 - | 2000 CE61           | 2 februarie 2000   | Socorro              | LINEAR          |
| 155598 - | 2000 CR69           | 1 februarie 2000   | Kitt Peak            | Spacewatch      |
| 155599 - | 2000 CL74           | 8 februarie 2000   | Kitt Peak            | Spacewatch      |
| 155600 - | 2000 CC81           | 4 februarie 2000   | Socorro              | LINEAR          |